# Condado de Grand Bassa
Grand Bassa es un condado situado en la parte central de Liberia, una nación de África occidental. Es uno de quince condados que comprenden el primer nivel de división administrativa de la nación. Buchanan es la capital de este condado, cuya superficie abarca 7936 kilómetros cuadrados. En el censo de 2008, tenía una población de 224 839 personas, lo que hace que sea el quinto condado más populoso de Liberia. La superintendente distinguida de Gran Bassa es Julia Duncan Cassell. El condado colinda con Margibi al noroeste, Bong al norte, Nimba al este, y Rivercess al sur y el este. La parte occidental de Grand Bassa limita con el océano Atlántico. 

## Distritos
Grand Bassa se divide internamente en estos distritos:
- Commonwealth
- District #1
- District #2
- District #3
- District #4
- Neekreen
- Owensgrove
- St. John River

## Demografía
Tiene una extensión de territorio que ocupa unos 7.936 kilómetros cuadrados, en ellos viven unas 224.839 personas. Por consiguiente, su densidad poblacional es de 28,3 pobladores por cada kilómetro cuadrado.
- Datos: Q1047895
- Multimedia: Grand Bassa County / Q1047895